# Lakeland, Georgia
Lakeland är administrativ huvudort i Lanier County i Georgia. Enligt 2020 års folkräkning hade Lakeland 2 875 invånare.